# 生命之歌会堂
生命之歌会堂（Congregation Kolot Chayeinu/קולות חיינו ）是美国纽约的一个犹太会堂，位于布鲁克林公园坡第八大道1012号原客西马尼教堂。

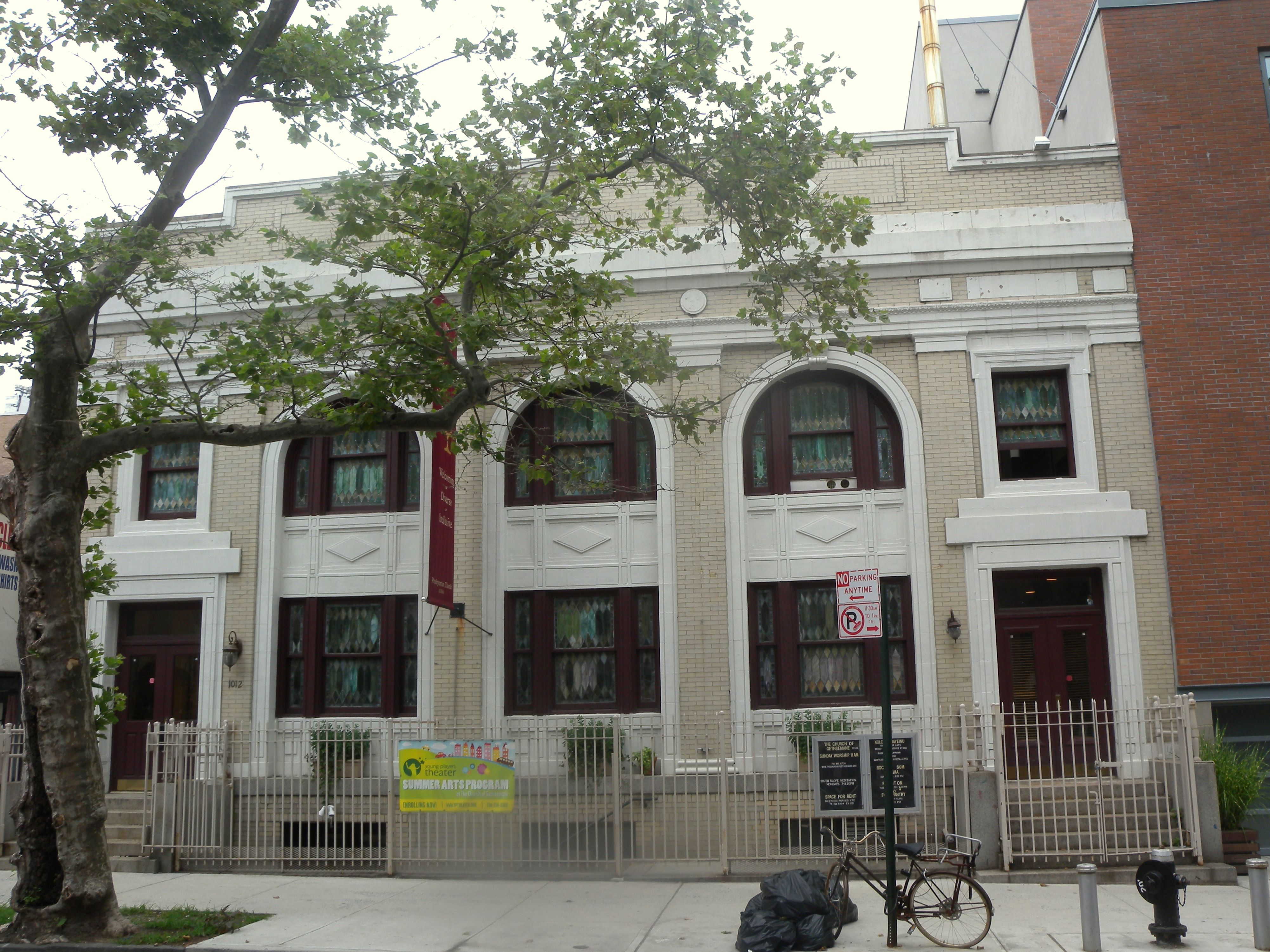

艾伦·李普曼拉比于1993年在布鲁克林建立了一个进步派的生命之歌犹太会堂，最初只是一个小群体，围绕她家的餐桌聚会。多年来，它已经成长为拥有自己的空间和工作人员，300多名信徒，以及一个儿童学习计划。
李普曼拉比是 拉比为北美人权 （页面存档备份，存于） 的共同主席，并继续担任董事会成员。 她也是J街拉比咨询委员会委员，并担任妇女拉比网络的首任社会正义主席。她是纽约希伯来协和学院犹太宗教研究所的汤厨房的创始人，亚伯拉罕之子和平散步的联合创始人：犹太人，基督徒和穆斯林一起在布鲁克林和平散步。她是前MAZON东海岸主任，以及曼哈顿新14街的犹太妇女计划前主任。李普曼于1991年被希伯来协和学院 - 犹太宗教研究所任命为拉比，她也是在那里获得了希伯来文硕士学位。她拥有波士顿大学的英语语言文学学士学位和西蒙斯学院的图书馆学硕士学位。
2003年，李普曼拉比主持了剧作家和作家托尼·库什纳和马克·哈里斯特的同性婚礼。